# Meesterklasse schaken 2011/12
Het Meesterklasse-seizoen 2011/12 was het 16e seizoen van de Meesterklasse, de hoogste Nederlandse schaakcompetitie voor clubteams. Er werd door tien teams gestreden om het clubkampioenschap van Nederland. De competitie werd gespeeld in een halve competitie. Elke vereniging speelde één keer tegen een andere vereniging.

## Eindstand[1]
| #   | Meesterklasse    | Rav  | Mp | Bp  | 1  | 2  | 3  | 4  | 5  | 6  | 7  | 8  | 9  | 10 |
| --- | ---------------- | ---- | -- | --- | -- | -- | -- | -- | -- | -- | -- | -- | -- | -- |
| 1.  | Voerendaal       | 2411 | 16 | 54½ | -- | 6  | 7  | 4½ | 5½ | 6  | 5½ | 7½ | 6½ | 6  |
| 2.  | HMC Calder       | 2408 | 11 | 49  | 4  | -- | 5  | 4½ | 6½ | 6  | 5½ | 6  | 4½ | 7  |
| 3.  | De Stukkenjagers | 2279 | 11 | 43½ | 3  | 5  | -- | 1½ | 6  | 5½ | 5½ | 4½ | 5½ | 7  |
| 4.  | Accres Apeldoorn | 2361 | 10 | 47  | 5½ | 5½ | 8½ | -- | 4½ | 5  | 3  | 5  | 6  | 4  |
| 5.  | SO Rotterdam     | 2405 | 9  | 48½ | 4½ | 3½ | 4  | 5½ | -- | 4  | 5  | 7½ | 6½ | 8  |
| 6.  | Utrecht          | 2381 | 9  | 48  | 4  | 4  | 4½ | 5  | 6  | -- | 7  | 4  | 6  | 7½ |
| 7.  | Groningen        | 2323 | 7  | 45  | 4½ | 4½ | 4½ | 7  | 5  | 3  | -- | 8  | 5½ | 3  |
| 8.  | BSG              | 2304 | 7  | 36½ | 2½ | 4  | 5½ | 5  | 2½ | 6  | 2  | -- | 3½ | 5½ |
| 9.  | LSG              | 2353 | 6  | 41½ | 3½ | 5½ | 4½ | 4  | 3½ | 4  | 4½ | 6½ | -- | 5½ |
| 10. | HSG              | 2308 | 4  | 36½ | 4  | 3  | 3  | 6  | 2  | 2½ | 7  | 4½ | 4½ | -- |

## Beste individuele scores[1]
| #   | Naam                   | Team             | W  | N | Ro   | RaTg |
| --- | ---------------------- | ---------------- | -- | - | ---- | ---- |
| 1.  | Daan Brandenburg       | Groningen        | 7½ | 9 | 2528 | 2444 |
| 2.  | Daniel Hausrath        | Voerendaal       | 7½ | 9 | 2514 | 2341 |
| 3.  | Maarten Solleveld      | SO Rotterdam     | 7  | 9 | 2529 | 2380 |
| 4.  | Robin Swinkels         | Utrecht          | 7  | 9 | 2494 | 2373 |
| 5.  | Roeland Pruijssers     | Accres Apeldoorn | 6½ | 9 | 2503 | 2477 |
| 6.  | Frans Cuijpers         | SO Rotterdam     | 6½ | 9 | 2441 | 2356 |
| 7.  | Joost Michielsen       | Utrecht          | 6½ | 9 | 2337 | 2304 |
| 8.  | Robin van Kampen       | HSG              | 6  | 9 | 2568 | 2457 |
| 9.  | Geert van der Stricht  | HMC Calder       | 6  | 9 | 2387 | 2374 |
| 10. | Erik Hoeksema          | Groningen        | 6  | 9 | 2335 | 2368 |
| 11. | Mark Haast             | De Stukkenjagers | 6  | 9 | 2271 | 2336 |
| 12. | Mihail Saltaev         | Voerendaal       | 6  | 9 | 2487 | 2324 |
| 13. | Alexander Berelowitsch | BSG              | 5½ | 8 | 2575 | 2467 |
| 14. | Andrej Orlov           | Voerendaal       | 5½ | 9 | 2529 | 2430 |
| 15. | Jan-Willem de Jong     | LSG              | 5½ | 9 | 2414 | 2395 |
| 16. | Mart Nabuurs           | De Stukkenjagers | 5½ | 9 | 2235 | 2370 |

1996/97 · 1997/98 · 1998/99 · 1999/00 · 2000/01 · 2001/02 · 2002/03 · 2003/04 · 2004/05 · 2005/06 · 2006/07 · 2007/08 · 2008/09 · 2009/10 · 2010/11 · 2011/12 · 2012/13 · 2013/14 · 2014/15 · 2015/16 · 2016/17 · 2017/18· 2018/19 · 2019/20 · 2020/21 · 2021/22 · 2022/23 · 2023/24